# Zaak-Abdul Rahman
De zaak-Abdul Rahman is een rechtszaak in Afghanistan tegen deze Afghaanse burger (geboren in 1965) die volgens Afghaanse moslimgeestelijken ter dood zou moeten worden veroordeeld omdat hij zich als moslim tot het christendom heeft bekeerd. Bekering tot een andere godsdienst is in Afghanistan volgens de islamitische wet die daar wordt gehanteerd, de sharia, verboden. Onder de geestelijken bevindt zich Hamidullah, de belangrijkste geestelijke van de Haji Yacob-moskee in Kabul. Het proces is aangespannen door de familie van Rahman en komt voort uit een conflict over zeggenschap over zijn kinderen.
Afghanistan heeft echter ook verschillende mensenrechtenconventies getekend en daaronder is de doodstraf verboden. De Duitse minister van Buitenlandse Zaken Frank-Walter Steinmeier zei op 23 maart 2006 dat de Europese Unie van Afghanistan verwachtte dat Abdul Rahman de doodstraf bespaard zou blijven.
De islamitische geestelijkheid in Afghanistan onderzocht of Rahman geestelijk niet toerekeningsvatbaar kon worden verklaard; in dat geval zou hij niet worden veroordeeld en vrijuit gaan.
Na zware druk uit het Westen werd Rahman op 27 maart 2006 tijdelijk vrijgelaten, volgens de officiële reden wegens gebrek aan bewijzen. In Afghanistan kwamen daarop 700 mensen op straat, voornamelijk geestelijken, en scandeerden anti-westerse leuzen. Alhoewel hij in eerste instantie niet mocht vertrekken is hij na een voorspraak van paus Benedictus XVI bij president Hamid Karzai van Afghanistan op woensdag 29 maart 2006 in Italië aangekomen. Zes jaar eerder in 2000 had hij ook reeds politiek asiel in België, aangevraagd maar was daarvoor afgewezen.